# آکسو درسی
آکسو درسی (به ترکی استانبولی: Aksu Deresi) یک آب‌گذر در ترکیه است که در استان گره‌سون واقع شده‌است.